# Peter Raabe
Peter Raabe (Fráncfort del Óder, Alemania; 27 de noviembre de 1872 - Weimar, 12 de abril de 1945) fue un compositor y director de orquesta alemán.
Fue graduado en la Escuela Superior Musical de Berlín y en las universidades de Múnich y Jena. Entre 1894 y 1898 trabajó en Königsberg y Zwickau. Entre 1899 y 1903 trabajó en el Teatro de la Ópera Neerlandesa (Ámsterdam). Entre 1907 y 1920, Raabe fue el director principal de la Corte de Weimar. Realizó interpretaciones en el Reino Unido, Bélgica, Países Bajos, entre otros lugares. El 19 de julio de 1935 Raabe sustituyó a Richard Strauss en la oficina del Presidente del Imperial Music Hall. Durante casi diez años Raabe dirigió la actividad musical del Tercer Reich.
Fue el primero en ofrecer una cronología completa de las obras de Franz Liszt.